# Luna 24
Luna 24 (Ye-8-5M series) là một con tàu vũ trụ không người lái thám hiểm Mặt Trăng của Liên Xô. Năm 1976, Luna-24 hạ cánh an toàn xuống Mặt Trăng và sau đó đã quay trở về Trái Đất, mang theo 170 gr đất Mặt Trăng. 
Luna 24 là tàu thám hiểm cuối cùng của loạt tàu thám hiểm Mặt Trăng không người lái Luna. Luna là chương trình nghiên cứu Mặt Trăng tự động của Liên Xô được tiến hành từ năm 1959 đến năm 1976. Chương trình thám hiểm này gồm 24 chuyến bay, ký hiệu từ Luna-1 đến Luna-24.
Kể từ khi Luna 24 hạ cánh xuống Mặt Trăng năm 1976, không có con tàu vũ trụ nào khác đã được phóng lên từ Trái Đất hạ cánh xuống Mặt Trăng cho đến năm 2013. Tàu vũ trụ không người lái tiếp theo dự định hạ cánh xuống Mặt Trăng là Hằng Nga 3 được Trung Quốc phóng ngày 2 tháng 12 năm 2013.